# Elaeocarpus sebastianii
Elaeocarpus sebastianii är en tvåhjärtbladig växtart som beskrevs av R. Weibel. Elaeocarpus sebastianii ingår i släktet Elaeocarpus och familjen Elaeocarpaceae. Inga underarter finns listade i Catalogue of Life.